# 교회군 총사령관
교회군 총사령관(이탈리아어: Capitano generale della Chiesa)은 중세 시대 교황군에 대한 일체의 지휘권을 갖고 있었던 총사령관의 직함이다. 대개 교황과 혈연적 관계에 있는 사람이나 이탈리아 귀족, 전문 군인 가운데 군사적 명성이 뛰어났던 인물이 맡았다. 일반적으로 교회군 총사령관은 교회기수(旗手)도 겸임하였으며, 대개 다분히 의례적인 의전용 자리에 불과하였지만, 실제로 군사 행동에 나서는 경우도 있었다. 교황 인노첸시오 12세가 기존에 있던 ‘거룩한 로마 교회의 기수(이탈리아어: Vessilifero di Santo Romana Chiesa)’를 교회군 총사령관으로 대체하여 교황의 군대 계급 가운데 최상위 계급으로 올려 놓았다.
교회군 총사령관의 지휘봉은 전통적으로 교황이 축복한 것을 사용하였다.

## 목록
- 카롤루스 대제
- 귀욤 뒤랑
- 하우메 2세
- 필리프 6세
- 카를로 1세 말라테스타
- 구이도발도 2세 델라 로베레

## 같이 보기
- 교황령